# Paolo Zanzu
Paolo Zanzu, né à Cagliari (Sardaigne) en 1984, est un claveciniste, pianofortiste et professeur de musique sarde.

## Biographie

### Formation
Paolo Zanzu étudie tout d'abord le clavecin à Cagliari, sa ville natale et poursuit sa formation musicale au Conservatoires de Bologne, puis de Trieste avec Paola Erdas. Il s'installe à Paris à vingt ans, et prend des leçons avec Noëlle Spieth avant d'être admis au Conservatoire national supérieur de musique et de danse de Paris, dont il sort diplômé en clavecin et basse continue. Il se perfectionne avec Blandine Rannou, Kenneth Weiss, Olivier Baumont, mais aussi Carole Cerasi et James Johnstone à la Royal Academy of Music de Londres, et Christophe Rousset à l’Académie musicale Chigiana de Sienne. Il prend également des cours de pianoforte avec Patrick Cohen et de direction d’orchestre avec Nicolas Brochot. Il obtient le troisième prix au festival de musique ancienne de Bruges, en 2010,.

### Carrière
Paolo Zanzu collabore avec des ensembles, comme Les Musiciens du Louvre dirigés par Marc Minkowski, le Monteverdi Choir and Orchestra de John Eliot Gardiner, le Cercle de l'Harmonie de Jérémie Rhorer, Le Concert d'Astrée d’Emmanuelle Haïm et La Fenice de Jean Tubéry, et particulièrement avec Arts Florissants,. De 2016 à 2018, il dirige la comédie-ballet Monsieur de Pourceaugnac auprès de William Christie. En tant que chambriste, il se produit notamment avec les violonistes Tami Troma et Florence Malgoire, les flûtistes Tiam Goudarzi et Jean Tubéry, ou encore le violoncelliste et gambiste Christophe Coin. 
Paolo Zanzu crée l’ensemble Le Tic Toc Choc, avec Jesenka Balic Zunic (violon) et Lucile Boulanger (viole de gambe) puis en 2017, Le Stagioni,. En tant que soliste, il débute aux BBC Proms à Londres en 2014, et commence une intégrale des Sonates pour pianoforte de Schubert. Au clavecin, il aborde aussi le répertoire contemporain (Ligeti, Ohana, Xenakis).
Il est professeur de basse continue au Conservatoire royal de Bruxelles depuis 2011.

## Discographie
En 2017, Paolo Zanzu enregistre un disque sous le label Musica Ficta, consacré aux Suites et pièces pour clavecin de Georg Friedrich Haendel et à des œuvres du compositeur anglais William Babell. Ses œuvres pédagogiques, dont Great Italien Masters of the 16th and 17th Centuries : Piano or Harpsichord (2013), sont parues chez Ricordi.
Il participe au concert enregistré au Château d’Assas, le 14 juillet 2018, autour des 555 sonates de Scarlatti.  
- Officina romana (Arcana, 2021)[3],[2]